# Аварийное загрязнение водных объектов
Авари́йное загрязне́ние во́дных объе́ктов — загрязнение, возникающее при залповом сбросе вредных веществ в поверхностные или подземные водные объекты, который причиняет вред или создаёт угрозу причинения вреда здоровью населения, нормальному осуществлению хозяйственной и иной деятельности, состоянию окружающей природной среды, а также биологическому разнообразию.

## Официальное толкование

### Правовые акты РФ
ст. 97 Водного кодекса РФ от 16 ноября 1995 г. № 167-ФЗ .